# Seznam poslanců Poslanecké sněmovny Říšské rady (1907–1911)
Toto je seznam poslanců Poslanecké sněmovny Říšské rady ve volebním období 1907–1911. Zahrnuje všechny členy Poslanecké sněmovny předlitavské (rakouské) Říšské rady v XI. funkčním období od voleb do Říšské rady roku 1907 až do voleb do Říšské rady roku 1911.

## Seznam poslanců Říšské rady
| Jméno                            | Poslanecký klub/Strana                                                  | Volební obvod    | Poznámka                                                                        |
| -------------------------------- | ----------------------------------------------------------------------- | ---------------- | ------------------------------------------------------------------------------- |
| Abrahamowicz Dawid               | Polský klub (polský konzervat.)                                         | Halič 34         | Rezignoval 4. 3. 1909.                                                          |
| Abram Simon                      | Klub německých sociálních demokratů                                     | Tyrolsko 02      |                                                                                 |
| Adler Victor                     | Klub německých sociálních demokratů                                     | Dolní Rakousy 20 |                                                                                 |
| Albrecht Hugo                    | Německý národní svaz                                                    | Morava (N) 07    |                                                                                 |
| Anderle Adolf                    | Křesťansko-sociální sjednocení                                          | Dolní Rakousy 12 |                                                                                 |
| Ansorge August                   | Německý národní svaz (Něm. agrár. str.)                                 | Čechy 128        |                                                                                 |
| Auersperg Karl Maria Alexander   | Německý národní svaz (Něm. agrár. str.)                                 | Kraňsko 12       |                                                                                 |
| Ausobsky Alois                   | Klub německých sociálních demokratů                                     | Štýrsko 05       |                                                                                 |
| Aust Ludvík                      | Klub českých sociálních demokratů                                       | Čechy 019        |                                                                                 |
| Avancini Augusto                 | Skupina italských sociálních demokratů                                  | Tyrolsko 06      |                                                                                 |
| Axmann Julius                    | nezařazený                                                              | Dolní Rakousy 14 |                                                                                 |
| Bačynskyj Lev                    | Rusínský klub (radik. rusín)                                            | Halič 59         |                                                                                 |
| Bachmann Adolf                   | Německý národní svaz                                                    | Čechy 092        |                                                                                 |
| Baechlé Josef                    | Křesťansko-sociální sjednocení                                          | Dolní Rakousy 02 |                                                                                 |
| Baljak Dušan                     | Svaz Jihoslovanů                                                        | Dalmácie 02      |                                                                                 |
| Barth Josef                      | Klub německých sociálních demokratů                                     | Čechy 104        | Zemřel 19. 5. 1910.                                                             |
| Bartoli Matteo                   | Klub liberálních Italů                                                  | Istrie 02        |                                                                                 |
| Battaglia Roger                  | Polský klub (polský nár. demokrat)                                      | Halič 16         |                                                                                 |
| Bauchinger Matthäus              | Křesťansko-sociální sjednocení                                          | Dolní Rakousy 48 |                                                                                 |
| Baumgartner Cölestin             | Křesťansko-sociální sjednocení                                          | Horní Rakousy 21 |                                                                                 |
| Baumgartner Georg                | Křesťansko-sociální sjednocení                                          | Horní Rakousy 18 |                                                                                 |
| Baxa Karel                       | Sjednocení českých nár. soc., radikálně pokrok. a státopráv. poslanců   | Čechy 001        |                                                                                 |
| Beer Heinrich                    | Klub německých sociálních demokratů                                     | Čechy 083        |                                                                                 |
| Bellegarde Franz                 | Rumunský klub                                                           | Bukovina 10      | Rezignoval 14. 9. 1910.                                                         |
| Bendel Josef                     | Německý národní svaz                                                    | Morava (N) 06    |                                                                                 |
| Benkovič Ivo                     | Slovinský klub                                                          | Štýrsko 29       |                                                                                 |
| Berger Ferdinand                 | Křesťansko-sociální sjednocení                                          | Štýrsko 22       |                                                                                 |
| Bergman Rudolf                   | Klub českých agrárníků                                                  | Čechy 034        | Rezignoval 26. 11. 1909.                                                        |
| Bernkopf Josef                   | Německý národní svaz (Něm. agrár. str.)                                 | Čechy 127        | Nastoup. 20. 11. 1908 místo F. Peschky.                                         |
| Bernt Franz                      | Německý národní svaz (Něm. radik. str.)                                 | Čechy 112        |                                                                                 |
| Beutel Franz                     | Klub německých sociálních demokratů                                     | Čechy 109        |                                                                                 |
| Biały Stanisław                  | Polský klub (polský nár. demokrat)                                      | Halič 52         |                                                                                 |
| Biankini Juraj                   | Svaz Jihoslovanů                                                        | Dalmácie 10      |                                                                                 |
| Bielohlawek Hermann              | Křesťansko-sociální sjednocení                                          | Dolní Rakousy 03 |                                                                                 |
| Bieniowski Stanisław             | Polský klub                                                             | Halič 70         | Nastoupil 25. 1. 1909 místo E. Zagórského.                                      |
| Biesiadecki Franciszek           | Polský klub                                                             | Halič 34         | Nastoupil 30. 6. 1909 místo D. Abrahamowicze.                                   |
| Biliński Leon                    | Polský klub (polský konzervat.)                                         | Halič 21         |                                                                                 |
| Biňovec František                | Klub českých sociálních demokratů                                       | Čechy 036        |                                                                                 |
| Bjeladinović Michailo            | Svaz Jihoslovanů                                                        | Dalmácie 11      | Zemřel 27. 10. 1910.                                                            |
| Blöchl Franz                     |                                                                         | Horní Rakousy 14 | Zemřel 22. 2. 1909.                                                             |
| Bobrzyński Michał                | Polský klub (polský konzervat.)                                         | Halič 23         | Rezign. oznámena 5. 5. 1908 kvůli jmenování místodržícím.                       |
| Bojko Jakub                      | Polský klub (Polská lid. str.)                                          | Halič 44         |                                                                                 |
| Bomba Antoni                     | Polský klub (Polská lid. str.)                                          | Halič 52         |                                                                                 |
| Bösmüller Wenzel                 | Klub německých sociálních demokratů                                     | Čechy 077        |                                                                                 |
| Brdlík Josef                     | Český klub                                                              | Čechy 018        |                                                                                 |
| Breiter Ernst                    | nezařazený (polští soc. dem a nez. socialisté)                          | Halič 02         |                                                                                 |
| Bretschneider Ludwig             | Klub německých sociálních demokratů                                     | Dolní Rakousy 43 |                                                                                 |
| Brunner Josef                    | Německý národní svaz (Něm. agrár. str.)                                 | Morava (N) 19    |                                                                                 |
| Budig Franz                      | Křesťansko-sociální sjednocení                                          | Morava (N) 18    |                                                                                 |
| Budzynovskyj Vjačeslav           | Rusínský klub (ukrajinská str.)                                         | Halič 60         |                                                                                 |
| Bugatto Giuseppe                 | Italská lidová strana                                                   | Gorice 04        |                                                                                 |
| Bujak Franciszek                 | Polský klub (polský konzervat.)                                         | Halič 40         |                                                                                 |
| Bukvaj Josef                     | Klub českých agrárníků                                                  | Čechy 071        |                                                                                 |
| Bulić Frane                      |                                                                         | Dalmácie 06      | Rezignoval 24. 2. 1910.                                                         |
| Bulín Hynek                      | Český klub (hospitant)                                                  | Morava (Č) 11    |                                                                                 |
| Buříval František                | Sjednocení českých nár. soc., radikálně pokrok. a státopráv. poslanců   | Čechy 013        |                                                                                 |
| Buzek Józef                      | Polský klub (polský nár. demokrat)                                      | Halič 06         |                                                                                 |
| Cehelskyj Lonhyn                 | Rusínský klub                                                           | Halič 60         | Nastoupil 24. 11. 1910 místo H. Gabela.                                         |
| Cehlynskyj Hryhorij              | Rusínský klub                                                           | Halič 61         |                                                                                 |
| Ciagło Tomasz                    | Polský klub (Polská lid. str.)                                          | Halič 48         |                                                                                 |
| Cingr Petr                       | Klub českých sociálních demokratů                                       | Slezsko 06       |                                                                                 |
| Conci Enrico                     | Italská lidová strana                                                   | Tyrolsko 25      |                                                                                 |
| Czaykowski Władysław             | Polský klub (polský konzervat.)                                         | Halič 61         |                                                                                 |
| Čech Ladislav                    | Český klub                                                              | Čechy 002        |                                                                                 |
| Čelakovský Jaromír               | Český klub                                                              | Čechy 021        |                                                                                 |
| Černohorský Karel                | Český klub                                                              | Čechy 004        | Rezignoval roku 1908.                                                           |
| Černý Vilém                      | Klub českých sociálních demokratů                                       | Čechy 012        |                                                                                 |
| Čipera Josef                     | Český klub                                                              | Čechy 014        |                                                                                 |
| Damm Hans                        | Německý národní svaz (Něm. agrár. str.)                                 | Čechy 113        |                                                                                 |
| Daszyński Ignacy                 | Klub polských sociálních demokratů                                      | Slezsko 15       | Nastoupil 19. 12. 1907.                                                         |
| David Anton                      | Klub německých sociálních demokratů                                     | Dolní Rakousy 27 |                                                                                 |
| Davydjak Vasyl                   | Starorusínský klub (starorusín)                                         | Halič 57         |                                                                                 |
| Dębski Władysław                 | Polský klub                                                             | Halič 63         | Nastoupil 8. 11. 1907 místo K. Obertyńského.                                    |
| Delugan Baldassare               | Italská lidová strana                                                   | Tyrolsko 24      |                                                                                 |
| d'Elvert Heinrich                | Německý národní svaz                                                    | Morava (N) 02    |                                                                                 |
| Demel von Elswehr Leonhard       | Německý národní svaz                                                    | Slezsko 04       |                                                                                 |
| Demšar Franc                     | Slovinský klub                                                          | Kraňsko 04       |                                                                                 |
| Derschatta v. Standhalt Julius   | Německý národní svaz                                                    | Štýrsko 02       | Rezignoval 8. 3. 1909.                                                          |
| Diamand Herman                   | Klub polských sociálních demokratů (polští soc. dem a nez. socialisté)  | Halič 03         |                                                                                 |
| Dietzius Adolf                   | Polský klub (polský nár. demokrat)                                      | Halič 22         |                                                                                 |
| Diwald Leopold                   | Křesťansko-sociální sjednocení                                          | Dolní Rakousy 57 | Nastoupil 24. 4. 1908 místo J. Kühschelma.                                      |
| Dnistrjanskyj Stanislav          | Rusínský klub (ukrajinská str.)                                         | Halič 62         |                                                                                 |
| Dobernig Josef Wolfgang          | Německý národní svaz                                                    | Korutany 01      |                                                                                 |
| Dobija Ludwik                    | Polský klub (polské centrum)                                            | Halič 36         |                                                                                 |
| Doblhofer Josef                  | Křesťansko-sociální sjednocení                                          | Horní Rakousy 09 |                                                                                 |
| Dorfmann Franz                   | Křesťansko-sociální sjednocení                                          | Tyrolsko 13      | Rezignoval 24. 8. 1909.                                                         |
| Dötsch Albin                     | Klub německých sociálních demokratů                                     | Čechy 118        |                                                                                 |
| Drexel Karl                      | Křesťansko-sociální sjednocení                                          | Vorarlbersko 01  |                                                                                 |
| Drtina František                 | Český klub (hospitant)                                                  | Čechy 024        |                                                                                 |
| Dulęba Władysław                 | Polský klub (polský demokrat)                                           | Halič 29         |                                                                                 |
| Dulibić Ante                     | Slovinský klub (chorvatský klub)                                        | Dalmácie 03      |                                                                                 |
| Dürich Josef                     | Klub českých agrárníků                                                  | Čechy 038        |                                                                                 |
| Dzieduszycki Wojciech            | (polský konzervat.)                                                     | Halič 26         | Zemřel 23. 3. 1909.                                                             |
| Ebenhoch Alfred                  | Křesťansko-sociální sjednocení                                          | Horní Rakousy 11 |                                                                                 |
| Einspinner August                | Německý národní svaz                                                    | Štýrsko 08       |                                                                                 |
| Eisenhut Josef                   | Křesťansko-sociální sjednocení                                          | Dolní Rakousy 56 |                                                                                 |
| Eisterer Johann                  | Křesťansko-sociální sjednocení                                          | Horní Rakousy 10 |                                                                                 |
| Eldersch Matthias                | Klub německých sociálních demokratů                                     | Slezsko 03       |                                                                                 |
| Ellenbogen Wilhelm               | Klub německých sociálních demokratů                                     | Dolní Rakousy 32 |                                                                                 |
| Erb Leopold                      | Německý národní svaz                                                    | Horní Rakousy 04 |                                                                                 |
| Erler Eduard                     | Německý národní svaz                                                    | Tyrolsko 01      | Nastoupil 26. 11. 1908 místo J. Holzhammera.                                    |
| Faidutti Luigi                   | Italská lidová strana                                                   | Gorice 05        |                                                                                 |
| Fidler Bartłomiej                | Polský klub (polský nár. demokrat)                                      | Halič 51         |                                                                                 |
| Fiedler František                | Český klub                                                              | Čechy 016        |                                                                                 |
| Fijak Maciej                     | Polský klub (polské centrum)                                            | Halič 38         |                                                                                 |
| Filipinský Jan                   | Klub českých sociálních demokratů                                       | Morava (Č) 24    |                                                                                 |
| Fink Jodok                       | Křesťansko-sociální sjednocení                                          | Vorarlbersko 02  |                                                                                 |
| Fisslthaler Karl                 | Křesťansko-sociální sjednocení                                          | Dolní Rakousy 60 |                                                                                 |
| Folber Karel                     | Klub českých sociálních demokratů                                       | Čechy 051        |                                                                                 |
| Folys Josyp                      | Rusínský klub (ukrajinská str.)                                         | Halič 64         |                                                                                 |
| Fon Josip                        | Slovinský klub                                                          | Gorice 02        |                                                                                 |
| Forstner August                  | Klub německých sociálních demokratů                                     | Dolní Rakousy 25 |                                                                                 |
| Fořt Josef                       | Český klub                                                              | Čechy 028        |                                                                                 |
| Fresl Václav                     | Sjednocení českých nár. soc., radikálně pokrok. a státopráv. poslanců   | Čechy 015        |                                                                                 |
| Freundlich Leo                   | Klub německých sociálních demokratů                                     | Morava (N) 16    |                                                                                 |
| Frick Johann                     | Křesťansko-sociální sjednocení                                          | Tyrolsko 16      |                                                                                 |
| Fuchs Franz                      | Křesťansko-sociální sjednocení                                          | Horní Rakousy 13 |                                                                                 |
| Fuchs Viktor                     | Křesťansko-sociální sjednocení                                          | Salcbursko 07    |                                                                                 |
| Funke Alois                      | Německý národní svaz                                                    | Čechy 080        | Zemřel 23. 1. 1911.                                                             |
| Gabel Heinrich                   | Židovský klub (sionisté)                                                | Halič 60         | Zemřel 30. 7. 1910.                                                             |
| Gall Rudolf                      | Polský klub (polský demokrat)                                           | Halič 15         |                                                                                 |
| Geißler Philipp                  | Křesťansko-sociální sjednocení                                          | Štýrsko 15       |                                                                                 |
| Gentili Guido                    | Italská lidová strana                                                   | Tyrolsko 21      |                                                                                 |
| German Ludomił                   | Polský klub (polský nár. demokrat)                                      | Halič 20         |                                                                                 |
| Gessmann Albert                  | Křesťansko-sociální sjednocení                                          | Dolní Rakousy 38 |                                                                                 |
| Głąbiński Stanisław              | Polský klub (polský nár. demokrat)                                      | Halič 04         |                                                                                 |
| Glöckel Otto                     | Klub německých sociálních demokratů                                     | Čechy 089        |                                                                                 |
| Glöckner Adolf                   | Německý národní svaz (Něm. radik. str.)                                 | Čechy 104        | Nastoupil 24. 11. 1910 místo J. Bartha.                                         |
| Gold Josef                       | Polský klub (polský nár. demokrat)                                      | Halič 33         |                                                                                 |
| Goll Josef                       | Německý národní svaz (Něm. agrár. str.)                                 | Čechy 130        |                                                                                 |
| Górski Antoni                    | Polský klub                                                             | Halič 23         | Zvolen 9. 7. 1908 místo M. Bobrzyńského.                                        |
| Gostinčar Josip                  | Slovinský klub                                                          | Kraňsko 06       |                                                                                 |
| Grafenauer Franc                 | Slovinský klub                                                          | Korutany 03      |                                                                                 |
| Grafinger Franz                  | Křesťansko-sociální sjednocení                                          | Horní Rakousy 19 |                                                                                 |
| Gratz Johann                     | Křesťansko-sociální sjednocení                                          | Tyrolsko 10      |                                                                                 |
| Gregorčič Anton                  | Slovinský klub                                                          | Gorice 06        |                                                                                 |
| Grigorovici Gheorghe             | Klub německých sociálních demokratů                                     | Bukovina 02      |                                                                                 |
| Grim Josef                       | Křesťansko-sociální sjednocení                                          | Dolní Rakousy 46 |                                                                                 |
| Gross Adolf                      | nezařazený (polští soc. dem a nez. socialisté)                          | Halič 12         |                                                                                 |
| Groß Gustav                      | Německý národní svaz                                                    | Morava (N) 04    |                                                                                 |
| Größl Wenzel                     | Německý národní svaz (Něm. agrár. str.)                                 | Čechy 124        | Zemřel 2. 10. 1910.                                                             |
| Gruber Rudolf                    | Křesťansko-sociální sjednocení                                          | Dolní Rakousy 50 |                                                                                 |
| Gruber Josef                     | Klub německých sociálních demokratů                                     | Horní Rakousy 02 |                                                                                 |
| Guggenberg Atanas                | Křesťansko-sociální sjednocení                                          | Tyrolsko 04      |                                                                                 |
| Günther Otto                     | Německý národní svaz                                                    | Slezsko 05       |                                                                                 |
| Habrman Gustav                   | Klub českých sociálních demokratů                                       | Čechy 052        |                                                                                 |
| Hackenberg Theodor               | Klub německých sociálních demokratů                                     | Dolní Rakousy 37 |                                                                                 |
| Hagenhofer Franz                 | Křesťansko-sociální sjednocení                                          | Štýrsko 23       |                                                                                 |
| Hajn Antonín                     | Sjednocení českých nár. soc., radikálně pokrok. a státopráv. poslanců   | Čechy 023        |                                                                                 |
| Hannich Josef                    | Klub německých sociálních demokratů                                     | Čechy 099        |                                                                                 |
| Hanusch Ferdinand                | Klub německých sociálních demokratů                                     | Čechy 102        |                                                                                 |
| Hanusiak Stanisław               | Polský klub (polské centrum)                                            | Halič 36         |                                                                                 |
| Harnek Jan                       | Polský klub (Polská lid. str.)                                          | Halič 50         |                                                                                 |
| Hauser Johann Nepomuk            | Křesťansko-sociální sjednocení                                          | Horní Rakousy 14 |                                                                                 |
| Heilinger Alois                  | Křesťansko-sociální sjednocení                                          | Dolní Rakousy 16 |                                                                                 |
| Heilmayer Franz                  | Křesťansko-sociální sjednocení                                          | Salcbursko 04    |                                                                                 |
| Herold Josef                     | Český klub                                                              | Čechy 11         | Zemřel 4. 4. 1908. Nahradil ho Josef Sláma.                                     |
| Herold Josef                     | Německý národní svaz (Něm. radik. str.)                                 | Čechy 084        |                                                                                 |
| Herzmansky Richard               | Německý národní svaz (Něm. agrár. str.)                                 | Slezsko 10       |                                                                                 |
| Hlibovyckyj Mykola               | Starorusínský klub (starorusín)                                         | Halič 63         |                                                                                 |
| Hock Paul                        | nezařazený                                                              | Dolní Rakousy 17 |                                                                                 |
| Hočevar Janko                    | Slovinský klub                                                          | Kraňsko 09       |                                                                                 |
| Hofmann Vinzenz                  | Německý národní svaz (Něm. agrár. str.)                                 | Čechy 122        |                                                                                 |
| Hofmann von Wellenhof Paul       | Německý národní svaz                                                    | Štýrsko 01       |                                                                                 |
| Höger Karl                       | Klub německých sociálních demokratů                                     | Štýrsko 04       |                                                                                 |
| Holý Karel                       | Klub českých agrárníků                                                  | Čechy 069        |                                                                                 |
| Höher Alois                      | Křesťansko-sociální sjednocení                                          | Dolní Rakousy 61 |                                                                                 |
| Holzhammer Josef                 | Klub německých sociálních demokratů                                     | Tyrolsko 01      |                                                                                 |
| Hölzl Josef                      | Křesťansko-sociální sjednocení                                          | Tyrolsko 13      | Nastoupil 3. 6. 1910 místo F. Dorfmanna.                                        |
| Hurmuzachi Alexandru             | Rumunský klub                                                           | Bukovina 12      |                                                                                 |
| Hornof Jindřich                  | Klub českých sociálních demokratů                                       | Čechy 035        |                                                                                 |
| Horský Rudolf                    | Český katolicko-národní klub                                            | Čechy 043        |                                                                                 |
| Hráský Jan Vladimír              | Český klub                                                              | Čechy 025        |                                                                                 |
| Hribar Ivan                      | Svaz Jihoslovanů                                                        | Kraňsko 01       |                                                                                 |
| Hruban Mořic                     | Český katolicko-národní klub                                            | Morava (Č) 17    |                                                                                 |
| Huber Franz                      | Křesťansko-sociální sjednocení                                          | Dolní Rakousy 52 |                                                                                 |
| Huber Franz                      | Křesťansko-sociální sjednocení                                          | Štýrsko 17       |                                                                                 |
| Hubka Antonín                    | Sjednocení českých nár. soc., radikálně pokrok. a státopráv. poslanců   | Čechy 031        |                                                                                 |
| Hudec Josef                      | Klub českých sociálních demokratů                                       | Čechy 017        |                                                                                 |
| Hudec Józef                      | Klub polských sociálních demokratů (polští soc. dem a nez. socialisté)  | Halič 07         |                                                                                 |
| Hueber Anton                     | Německý národní svaz                                                    | Salcbursko 03    |                                                                                 |
| Husak Johann                     | Německý národní svaz                                                    | Čechy 082        |                                                                                 |
| Hybeš Josef                      | Klub českých sociálních demokratů                                       | Morava (Č) 02    |                                                                                 |
| Hyrš Josef                       | Klub českých agrárníků                                                  | Čechy 064        |                                                                                 |
| Chaloupka František              | Klub českých agrárníků                                                  | Čechy 044        |                                                                                 |
| Chiari Karl                      | Německý národní svaz                                                    | Morava (N) 08    |                                                                                 |
| Choc Václav                      | Sjednocení českých nár. soc., radikálně pokrok. a státopráv. poslanců   | Čechy 010        |                                                                                 |
| Iro Karl                         | Všeněmecká skupina                                                      | Čechy 120        |                                                                                 |
| Isopescu-Grecul Constantin       | Rumunský klub                                                           | Bukovina 11      |                                                                                 |
| Ivanišević Frano                 | Slovinský klub (chorvatský klub)                                        | Dalmácie 05      |                                                                                 |
| Ivčević Vicko                    | Svaz Jihoslovanů                                                        | Dalmácie 04      |                                                                                 |
| Jabłoński Wincenty               | Polský klub (polský demokrat)                                           | Halič 25         |                                                                                 |
| Jachowicz Józef                  | Polský klub (Polská lid. str.)                                          | Halič 47         |                                                                                 |
| Jäger Edmund                     | Všeněmecká skupina                                                      | Čechy 091        |                                                                                 |
| Jaklič Fran                      | Slovinský klub                                                          | Kraňsko 10       |                                                                                 |
| Jaroš Rudolf                     | Klub českých sociálních demokratů                                       | Čechy 048        |                                                                                 |
| Jarc Evgen                       | Slovinský klub                                                          | Kraňsko 11       | Nastoupil 24. 11. 1910 místo F. Šukljeho, zvolen 18. 10. 1910.                  |
| Jedek Karl                       | Křesťansko-sociální sjednocení                                          | Dolní Rakousy 62 |                                                                                 |
| Jesser Franz                     | Německý národní svaz (Něm. agrár. str.)                                 | Čechy 111        |                                                                                 |
| Ježovnik Vinko                   | Svaz Jihoslovanů                                                        | Štýrsko 30       | Zemřel 20. 4. 1910.                                                             |
| Johanis Václav                   | Klub českých sociálních demokratů                                       | Čechy 032        |                                                                                 |
| Jukel Carl                       | Křesťansko-sociální sjednocení                                          | Dolní Rakousy 49 |                                                                                 |
| Kadlčák Josef Množislav          | Český katolicko-národní klub                                            | Morava (Č) 18    |                                                                                 |
| Kaiser August                    | Německý národní svaz (Něm. agrár. str.)                                 | Slezsko 07       | Zemřel 7. 4. 1908. Místo něj pak nastoupil R. Müller.                           |
| Kalina Antonín                   | Sjednocení českých nár. soc., radikálně pokrok. a státopráv. poslanců   | Čechy 030        |                                                                                 |
| Kasper Josef                     | Německý národní svaz (Něm. radik. str.)                                 | Čechy 129        |                                                                                 |
| Kemetter August Maria            | Křesťansko-sociální sjednocení                                          | Dolní Rakousy 51 |                                                                                 |
| Keschmann Anton                  | Německý národní svaz (Něm. agrár. str.)                                 | Bukovina 04      |                                                                                 |
| Kienzl Josef                     | Křesťansko-sociální sjednocení                                          | Tyrolsko 15      |                                                                                 |
| Kindermann Franz                 | Německý národní svaz                                                    | Čechy 100        |                                                                                 |
| Kirchmayer Karl                  | Německý národní svaz (Něm. agrár. str.)                                 | Korutany 07      |                                                                                 |
| Kletzenbauer Gregor              | Německý národní svaz (Něm. agrár. str.)                                 | Čechy 125        |                                                                                 |
| Klička Hynek                     | Klub českých sociálních demokratů                                       | Čechy 054        |                                                                                 |
| Klofáč Václav Jaroslav           | Sjednocení českých nár. soc., radikálně pokrok. a státopráv. poslanců   | Čechy 026        |                                                                                 |
| Kolessa Oleksandr Mychajlovyč    | Rusínský klub (ukrajinská str.)                                         | Halič 69         |                                                                                 |
| Kolischer Henryk                 | Polský klub (polský demokrat)                                           | Halič 17         |                                                                                 |
| Kolowrat-Krakowsky Leopold       | Německý národní svaz (Něm. agrár. str.)                                 | Čechy 121        | Zemřel 19. 3. 1910.                                                             |
| Kopp Johann                      | Německý národní svaz (Něm. radik. str.)                                 | Morava (N) 17    |                                                                                 |
| Kopyciński Adam                  | Polský klub (polské centrum)                                            | Halič 44         |                                                                                 |
| Korol Mychajlo                   | Starorusínský klub (starorusín)                                         | Halič 62         |                                                                                 |
| Korošec Anton                    | Slovinský klub                                                          | Štýrsko 28       |                                                                                 |
| Korytowski Witold                | Polský klub (polský konzervat.)                                         | Halič 19         |                                                                                 |
| Kotlář Václav                    | Klub českých agrárníků                                                  | Čechy 037        |                                                                                 |
| Kotlář Josef                     | Klub českých agrárníků                                                  | Čechy 040        |                                                                                 |
| Kozłowski-Bolesta Włodzimierz    | Polský klub (polský konzervat.)                                         | Halič 67         |                                                                                 |
| Kramář Karel                     | Český klub                                                              | Čechy 033        |                                                                                 |
| Kratochvíl František             | Český klub                                                              | Čechy 020        |                                                                                 |
| Kraus Vinzenz                    | Německý národní svaz (Něm. radik. str.)                                 | Čechy 078        |                                                                                 |
| Kreilmeir Johann                 | Křesťansko-sociální sjednocení                                          | Horní Rakousy 16 |                                                                                 |
| Krek Janez Evangelist            | Slovinský klub                                                          | Kraňsko 05       |                                                                                 |
| Krempa Franciszek                | Polský klub (Polská lid. str.)                                          | Halič 45         |                                                                                 |
| Krenn Johann                     | Křesťansko-sociální sjednocení                                          | Štýrsko 20       |                                                                                 |
| Krennwallner Paul                | Křesťansko-sociální sjednocení                                          | Salcbursko 05    |                                                                                 |
| Kroy Otto                        | Německý národní svaz (Něm. radik. str.)                                 | Čechy 085        |                                                                                 |
| Krupka Edward                    | Polský klub                                                             | Halič 38         | Nastoupil 26. 11. 1908 místo A. Pawluszkiewicze.                                |
| Krützner Peter                   | Německý národní svaz (Něm. agrár. str.)                                 | Čechy 106        |                                                                                 |
| Kuchyňka Anton                   | Český katolicko-národní klub                                            | Morava (Č) 28    |                                                                                 |
| Kuhn Wenzel                      | Křesťansko-sociální sjednocení                                          | Dolní Rakousy 31 |                                                                                 |
| Kühschelm Josef                  | Křesťansko-sociální sjednocení                                          | Dolní Rakousy 57 | Zemřel 11. 1. 1908.                                                             |
| Kulp Vojtěch                     | Český klub                                                              | Morava (Č) 05    |                                                                                 |
| Kunicki Ryszard Paweł            | Klub polských sociálních demokratů                                      | Slezsko 13       |                                                                                 |
| Kunschak Leopold                 | Křesťansko-sociální sjednocení                                          | Dolní Rakousy 28 |                                                                                 |
| Kuranda Kamill                   | nezařazený                                                              | Dolní Rakousy 01 |                                                                                 |
| Kurylovyč Volodymyr              | nezařazený (dříve Starorusínský klub) (starorusín)                      | Halič 51         |                                                                                 |
| Kutscher Franz                   | Německý národní svaz (Něm. agrár. str.)                                 | Čechy 107        |                                                                                 |
| Laginja Matko                    | Svaz Jihoslovanů                                                        | Istrie 05        |                                                                                 |
| Lahodynskyj Mykola               | Rusínský klub                                                           | Halič 55         | Nastoupil 17. 6. 1907 poté, co rezignoval K. Trylovskyj.                        |
| Lang Josef                       | Křesťansko-sociální sjednocení                                          | Horní Rakousy 08 |                                                                                 |
| Langenhan Philipp                | Německý národní svaz                                                    | Čechy 098        | Nastoupil 21. 3. 1911 místo A. Pergelta, zvolen 16. 3. 1911.                    |
| Lanzerotti Emanuele              | Italská lidová strana                                                   | Tyrolsko 19      |                                                                                 |
| Łazarski Stanisław               | Polský klub (polský nár. demokrat)                                      | Halič 18         |                                                                                 |
| Lecher Otto                      | Německý národní svaz                                                    | Morava (N) 01    |                                                                                 |
| Lechner Alois                    | Křesťansko-sociální sjednocení                                          | Dolní Rakousy 63 |                                                                                 |
| Levyckyj Jevhen                  | Rusínský klub                                                           | Halič 59         |                                                                                 |
| Levyckyj Kost                    | Rusínský klub                                                           | Halič 66         |                                                                                 |
| Leys-Paschpach Emil von          | Křesťansko-sociální sjednocení                                          | Tyrolsko 14      |                                                                                 |
| Licht Stephan                    | Německý národní svaz                                                    | Morava (N) 10    |                                                                                 |
| Liebermann Herman                | Klub německých sociálních demokratů (polští soc. dem a nez. socialisté) | Halič 13         |                                                                                 |
| Liechtenstein Aloys von          | Křesťansko-sociální sjednocení                                          | Dolní Rakousy 29 |                                                                                 |
| List Karl                        | Křesťansko-sociální sjednocení                                          | Dolní Rakousy 64 |                                                                                 |
| Lisý Čeněk Josef                 | Sjednocení českých nár. soc., radikálně pokrok. a státopráv. poslanců   | Čechy 039        |                                                                                 |
| Löwenstein von Opoka Nathan      | Polský klub (polský demokrat)                                           | Halič 27         |                                                                                 |
| Loser Franz                      | Křesťansko-sociální sjednocení                                          | Vorarlbersko 03  |                                                                                 |
| Londzin Józef                    | Polský klub                                                             | Slezsko 14       |                                                                                 |
| Lössl Rudolf                     | Německý národní svaz (Něm. radik. str.)                                 | Čechy 088        |                                                                                 |
| Löw Dominik                      | Klub německých sociálních demokratů                                     | Čechy 115        |                                                                                 |
| Lubomirski Andrzej               | Polský klub (polský konzervat.)                                         | Halič 47         |                                                                                 |
| Lueger Karl                      | Křesťansko-sociální sjednocení                                          | Dolní Rakousy 23 | Zemřel 10. 3. 1910.                                                             |
| Lukas Julius                     | Klub německých sociálních demokratů                                     | Korutany 02      |                                                                                 |
| Lukaševyč Antin                  | Klub bukovinských Rusínů                                                | Bukovina 07      |                                                                                 |
| Luksch Josef                     | Německý národní svaz (Něm. agrár. str.)                                 | Morava (N) 12    |                                                                                 |
| Łuszczkiewicz Marek              | Polský klub do října 1907 (polské centrum)                              | Halič 37         |                                                                                 |
| Madej Jakub                      | Polský klub (Polská lid. str.)                                          | Halič 49         |                                                                                 |
| Mahler Arthur                    | Židovský klub (sionisté)                                                | Halič 69         |                                                                                 |
| Małachowski Godzimir             | Polský klub (polský demokrat)                                           | Halič 01         | Zemřel 23. 6. 1908.                                                             |
| Malfatti Valeriano               | Klub liberálních Italů                                                  | Tyrolsko 07      |                                                                                 |
| Malik Vinzenz                    | Všeněmecká skupina                                                      | Štýrsko 10       |                                                                                 |
| Mandić Matko                     | Svaz Jihoslovanů                                                        | Istrie 04        |                                                                                 |
| Marani Francesco                 | Klub liberálních Italů                                                  | Gorice 01        | Rezignoval 17. 3. 1910.                                                         |
| Marckhl Richard                  | Německý národní svaz                                                    | Štýrsko 11       |                                                                                 |
| Markov Dmytro                    | nezařazený (starorusín)                                                 | Halič 65         |                                                                                 |
| Masaryk Tomáš Garrigue           | Český klub (hospitant)                                                  | Morava (Č) 04    |                                                                                 |
| Maślanka Antoni                  | Polský klub                                                             | Halič 64         | Nastoupil 3. 7. 1907 místo D. Abrahamowicze, který byl zvolen ve dvou obvodech. |
| Mašata František                 | Klub českých agrárníků                                                  | Čechy 034        | Zvolen 15. 3. 1910 místo R. Bergmana                                            |
| Maštálka Jindřich                | Český klub                                                              | Čechy 022        |                                                                                 |
| Mayer Josef                      | Německý národní svaz (Něm. agrár. str.)                                 | Čechy 121        | Nastoupil 14. 6. 1910 místo L. Kolowrata-Krakowského.                           |
| Mayer Johann                     | Křesťansko-sociální sjednocení                                          | Dolní Rakousy 53 |                                                                                 |
| Mayr Michael                     | Křesťansko-sociální sjednocení                                          | Tyrolsko 03      |                                                                                 |
| Mazanec Tomáš                    | Klub českých agrárníků                                                  | Čechy 07         |                                                                                 |
| Męski Zygmunt                    | Polský klub (polské centrum)                                            | Halič 49         |                                                                                 |
| Metelka Jindřich                 | Český klub                                                              | Čechy 004        | Nastoupil 7. 5. 1909 místo K. Černohorského.                                    |
| Michl Viktor                     | Německý národní svaz (Něm. radik. str.)                                 | Čechy 093        |                                                                                 |
| Miklas Wilhelm                   | Křesťansko-sociální sjednocení                                          | Dolní Rakousy 59 |                                                                                 |
| Mleczko Franciszek               | Polský klub (Polská lid. str.)                                          | Halič 53         |                                                                                 |
| Modráček František               | Klub českých sociálních demokratů                                       | Čechy 050        |                                                                                 |
| Moraczewski Jędrzej              | Klub polských sociálních demokratů (polští soc. dem a nez. socialisté)  | Halič 28         |                                                                                 |
| Morsey Franz                     | Křesťansko-sociální sjednocení                                          | Štýrsko 19       |                                                                                 |
| Moysa-Rosochacki Stefan          | Polský klub (polský konzervat.)                                         | Halič 32         |                                                                                 |
| Muchitsch Vinzenz                | Klub německých sociálních demokratů                                     | Štýrsko 06       |                                                                                 |
| Mühlwerth Albert                 | Německý národní svaz (Něm. radik. str.)                                 | Čechy 090        |                                                                                 |
| Müller Rudolf                    | Klub německých sociálních demokratů                                     | Slezsko 07       | Zvolen r. 1908 místo A. Kaisera.                                                |
| Myslivec Josef                   | Český katolicko-národní klub                                            | Čechy 061        |                                                                                 |
| Myslivec Václav                  | Český katolicko-národní klub                                            | Čechy 065        |                                                                                 |
| Nagele Josef                     | Německý národní svaz (Něm. agrár. str.)                                 | Korutany 04      |                                                                                 |
| Náprstek Jan                     | Klub českých agrárníků                                                  | Čechy 068        |                                                                                 |
| Němec Antonín                    | Klub českých sociálních demokratů                                       | Čechy 007        |                                                                                 |
| Neumann Josef                    | Český klub                                                              | Čechy 008        |                                                                                 |
| Neumayer Josef                   | Křesťansko-sociální sjednocení                                          | Dolní Rakousy 23 | Nastoupil 24. 11. 1910 místo K. Luegera.                                        |
| Niedrist Karl                    | Křesťansko-sociální sjednocení                                          | Tyrolsko 09      |                                                                                 |
| Niessner Wilhelm                 | Klub německých sociálních demokratů                                     | Morava (N) 09    |                                                                                 |
| Nitsche Friedrich                | Německý národní svaz                                                    | Čechy 094        |                                                                                 |
| Oberleithner Heinrich            | Německý národní svaz                                                    | Slezsko 02       |                                                                                 |
| Obertyński Kazimierz             | (polský konzervat.)                                                     | Halič 63         | Rezignoval 22. 10. 1907.                                                        |
| Ofner Julius                     | nezařazený                                                              | Dolní Rakousy 05 |                                                                                 |
| Ochrymovyč Ksenofont             | Rusínský klub (ukrajinská str.)                                         | Halič 58         | Rezignoval 6. 4. 1908.                                                          |
| Okleštěk František               | Klub českých agrárníků                                                  | Morava (Č) 20    |                                                                                 |
| Okuněvskij Teofil                | Rusínský klub (ukrajinská str.)                                         | Halič 58         |                                                                                 |
| Olesnickij Jevhen                | Rusínský klub (ukrajinská str.)                                         | Halič 57         |                                                                                 |
| Oliva Giovanni                   | Skupina italských sociálních demokratů                                  | Terst 04         |                                                                                 |
| Olszewski Michał Józef           | Polský klub (Polská lid. str.)                                          | Halič 42         |                                                                                 |
| Onciul Aurel                     | Rumunský klub                                                           | Bukovina 14      |                                                                                 |
| Onyškevyč Stepan                 | Rusínský klub (ukrajinská str.)                                         | Halič 53         |                                                                                 |
| Ostapčuk Jacko                   | Zastoupení rusínsko-ukraj. sociálních dem. (rusín. soc. dem.)           | Halič 68         |                                                                                 |
| Pabst Johann                     | Křesťansko-sociální sjednocení                                          | Dolní Rakousy 15 |                                                                                 |
| Pacák Bedřich                    | Český klub                                                              | Čechy 027        |                                                                                 |
| Paďour Jindřich                  | Klub českých agrárníků                                                  | Čechy 062        |                                                                                 |
| Paduch Antoni                    | nezařazený, dříve Polský klub (Polská lid. str.)                        | Halič 46         |                                                                                 |
| Pagnini Silvio                   | Klub italských sociálních demokratů                                     | Terst 03         | Rezignoval 18. 6. 1909.                                                         |
| Pacher Raphael                   | Německý národní svaz (Něm. radik. str.)                                 | Čechy 086        |                                                                                 |
| Palme Franz                      | Klub německých sociálních demokratů                                     | Čechy 116        |                                                                                 |
| Panizza Giovanni Battista        | Italská lidová strana                                                   | Tyrolsko 20      |                                                                                 |
| Pantz Ferdinand                  | Křesťansko-sociální sjednocení                                          | Štýrsko 14       |                                                                                 |
| Paolazzi Bonfilio                | Italská lidová strana                                                   | Tyrolsko 22      |                                                                                 |
| Pastor Leo                       | Polský klub (polské centrum)                                            | Halič 24         |                                                                                 |
| Pattai Robert                    | Křesťansko-sociální sjednocení                                          | Dolní Rakousy 13 | Předseda sněmovny.                                                              |
| Paulik Rudolf                    | Německý národní svaz (Něm. agrár. str.)                                 | Čechy 124        | Nastoupil 21. 3. 1911 místo W. Grössla.                                         |
| Pawluszkiewicz Antoni            | Polský klub do října 1907 (polské centrum), pak nezařazený              | Halič 38         | Zemřel r. 1908.                                                                 |
| Perathoner Julius                | Německý národní svaz                                                    | Tyrolsko 05      |                                                                                 |
| Pergelt Anton                    | Německé pokrokové sjednocení                                            | Čechy 098        | Zemřel 8. 10. 1910.                                                             |
| Perić Josip Vergilij             | Slovinský klub (chorvatský klub)                                        | Dalmácie 07      |                                                                                 |
| Pernerstorfer Engelbert          | Klub německých sociálních demokratů                                     | Dolní Rakousy 40 | Místopředseda sněmovny.                                                         |
| Perwein Josef                    | Křesťansko-sociální sjednocení                                          | Salcbursko 06    |                                                                                 |
| Peschka Franz                    | Německý národní svaz (Něm. agrár. str.)                                 | Čechy 127        | Zemřel 30. 4. 1908.                                                             |
| Petelenz Ignacy Leonard          | Polský klub (polský nár. demokrat)                                      | Halič 11         |                                                                                 |
| Petruševyč Jevhen                | Rusínský klub (ukrajinská str.)                                         | Halič 65         |                                                                                 |
| Petryckyj Mychajlo               | Rusínský klub (radik. rusín)                                            | Halič 70         |                                                                                 |
| Pichler Heinrich                 | Křesťansko-sociální sjednocení                                          | Horní Rakousy 20 |                                                                                 |
| Pihuljak Jerotej                 | Klub bukovinských Rusínů                                                | Bukovina 08      |                                                                                 |
| Pik Luděk                        | Klub českých sociálních demokratů                                       | Čechy 053        |                                                                                 |
| Pillich Rudolf                   | Český katolicko-národní klub                                            | Morava (Č) 23    |                                                                                 |
| Pirker Alois                     | Německý národní svaz (Něm. agrár. str.)                                 | Korutany 06      |                                                                                 |
| Pišek Franc                      | Slovinský klub                                                          | Štýrsko 25       |                                                                                 |
| Pitacco Giorgio                  | Klub liberálních Italů                                                  | Terst 03         | Nastoupil 24. 11. 1909 místo S. Pagniniho.                                      |
| Pittoni Valentino                | Skupina italských sociálních demokratů                                  | Terst 01         |                                                                                 |
| Ploj Miroslav                    | Svaz Jihoslovanů                                                        | Štýrsko 26       |                                                                                 |
| Pogačnik Josip                   | Slovinský klub                                                          | Kraňsko 03       |                                                                                 |
| Pongratz Josef                   | Klub německých sociálních demokratů                                     | Štýrsko 03       |                                                                                 |
| Pospíšil Čeněk                   | Klub českých sociálních demokratů                                       | Slezsko 12       |                                                                                 |
| Potoczek Stanisław               | Polský klub do října 1907 (polské centrum)                              | Halič 48         |                                                                                 |
| Povše Franc                      | Slovinský klub                                                          | Kraňsko 08       |                                                                                 |
| Prade Heinrich                   | Německý národní svaz                                                    | Čechy 076        |                                                                                 |
| Prášek Karel                     | Klub českých agrárníků                                                  | Čechy 047        |                                                                                 |
| Pražák Otakar                    | Český klub                                                              | Morava (Č) 30    |                                                                                 |
| Primavesi Robert                 | Německý národní svaz                                                    | Morava (N) 03    |                                                                                 |
| Prisching Franz                  | Křesťansko-sociální sjednocení                                          | Štýrsko 13       |                                                                                 |
| Prochazka Julius                 | Křesťansko-sociální sjednocení                                          | Dolní Rakousy 07 |                                                                                 |
| Prodan Ivo                       | Slovinský klub (chorvatský klub)                                        | Dalmácie 01      |                                                                                 |
| Prokeš Jan                       | Klub českých sociálních demokratů                                       | Morava (Č) 03    |                                                                                 |
| Prokop Josef                     | Český katolicko-národní klub                                            | Čechy 063        |                                                                                 |
| Ptaś Józef                       | Polský klub (polský nár. demokrat)                                      | Halič 39         |                                                                                 |
| Rataj Jan                        | Klub českých agrárníků                                                  | Čechy 067        |                                                                                 |
| Redlich Josef                    | Německý národní svaz                                                    | Morava (N) 05    |                                                                                 |
| Reger Tadeusz                    | Klub polských sociálních demokratů                                      | Slezsko 15       | Rezignoval 16. 10. 1907.                                                        |
| Reichstädter Rostislav František | Český klub (hospitant)                                                  | Morava (Č) 22    |                                                                                 |
| Reitzner Adolf                   | Klub německých sociálních demokratů                                     | Čechy 079        |                                                                                 |
| Remeš Antonín                    | Klub českých sociálních demokratů                                       | Čechy 070        |                                                                                 |
| Renner Karl                      | Klub německých sociálních demokratů                                     | Dolní Rakousy 42 |                                                                                 |
| Resel Hans                       | Klub německých sociálních demokratů                                     | Štýrsko 09       |                                                                                 |
| Reumann Jakob                    | Klub německých sociálních demokratů                                     | Dolní Rakousy 19 |                                                                                 |
| Rieger Eduard                    | Klub německých sociálních demokratů                                     | Čechy 108        |                                                                                 |
| Rienößl Franz                    | Křesťansko-sociální sjednocení                                          | Dolní Rakousy 10 |                                                                                 |
| Riese Arnold                     | Klub německých sociálních demokratů                                     | Korutany 08      |                                                                                 |
| Rizzi Lodovico                   | Klub liberálních Italů                                                  | Istrie 03        |                                                                                 |
| Roblek Franc                     | Svaz Jihoslovanů                                                        | Štýrsko 27       |                                                                                 |
| Roller Julius                    | Německý národní svaz                                                    | Čechy 096        |                                                                                 |
| Rolsberg Karel                   | Klub českých agrárníků                                                  | Slezsko 11       |                                                                                 |
| Romančuk Julian                  | Rusínský klub (ukrajinská str.)                                         | Halič 55         |                                                                                 |
| Roszkowski Gustaw                | Polský klub                                                             | Halič 01         | Nastoupil v září 1908 místo G. Małachowského.                                   |
| Roškar Ivan                      | Slovinský klub                                                          | Štýrsko 24       |                                                                                 |
| Rozkošný Jan                     | Klub českých agrárníků                                                  | Morava (Č) 13    |                                                                                 |
| Ruebenbauer Adam                 | Polský klub (Polská lid. str.)                                          | Halič 41         |                                                                                 |
| Rybář Otokar                     | Svaz Jihoslovanů                                                        | Terst 05         |                                                                                 |
| Rychtera Jaroslav                | Klub českých agrárníků                                                  | Čechy 046        |                                                                                 |
| Rzeszódko Kazimierz              | Polský klub (polské centrum)                                            | Halič 39         |                                                                                 |
| Sáblík Karel                     | Klub českých agrárníků                                                  | Morava (Č) 25    |                                                                                 |
| Sârbu Gheorghe                   | Rumunský klub                                                           | Bukovina 10      | Nastoupil 16. 12. 1910 místo F. Bellegardeho.                                   |
| Scabar Raimondo                  | Skupina italských sociálních demokratů                                  | Terst 02         |                                                                                 |
| Schachinger Georg                | Křesťansko-sociální sjednocení                                          | Horní Rakousy 07 |                                                                                 |
| Schachinger Karl                 | Křesťansko-sociální sjednocení                                          | Horní Rakousy 12 |                                                                                 |
| Schäfer Anton                    | Klub německých sociálních demokratů                                     | Čechy 103        |                                                                                 |
| Scheicher Josef                  | Křesťansko-sociální sjednocení                                          | Dolní Rakousy 44 |                                                                                 |
| Schilder Adolf                   | Německý národní svaz (Něm. agrár. str.)                                 | Slezsko 09       |                                                                                 |
| Schlegel Josef                   | Křesťansko-sociální sjednocení                                          | Horní Rakousy 15 |                                                                                 |
| Schlossnikel Hieronymus          | Klub německých sociálních demokratů                                     | Morava (N) 15    |                                                                                 |
| Schmid Alfred                    | Křesťansko-sociální sjednocení                                          | Dolní Rakousy 41 |                                                                                 |
| Schmid Heinrich                  | Křesťansko-sociální sjednocení                                          | Dolní Rakousy 09 |                                                                                 |
| Schoiswohl Michael               | Křesťansko-sociální sjednocení                                          | Štýrsko 12       |                                                                                 |
| Schöpfer Aemilian                | Křesťansko-sociální sjednocení                                          | Tyrolsko 17      |                                                                                 |
| Schraffl Josef                   | Křesťansko-sociální sjednocení                                          | Tyrolsko 18      |                                                                                 |
| Schrammel Anton                  | Klub německých sociálních demokratů                                     | Čechy 081        |                                                                                 |
| Schreiner Gustav                 | Německý národní svaz (Něm. agrár. str.)                                 | Čechy 105        |                                                                                 |
| Schuhmeier Franz                 | Klub německých sociálních demokratů                                     | Dolní Rakousy 26 |                                                                                 |
| Schweiger Alois                  | Křesťansko-sociální sjednocení                                          | Štýrsko 18       |                                                                                 |
| Seidel Anton                     | Německý národní svaz (Něm. agrár. str.)                                 | Morava (N) 14    |                                                                                 |
| Seitz Karl                       | Klub německých sociálních demokratů                                     | Dolní Rakousy 33 |                                                                                 |
| Seliger Josef                    | Klub německých sociálních demokratů                                     | Čechy 110        |                                                                                 |
| Semaka Ilja                      | Klub bukovinských Rusínů                                                | Bukovina 05      |                                                                                 |
| Siegele Josef                    | Křesťansko-sociální sjednocení                                          | Tyrolsko 12      |                                                                                 |
| Sikorski Tadeusz                 | Polský klub (polský nár. demokrat)                                      | Halič 09         |                                                                                 |
| Silberer Viktor                  | Křesťansko-sociální sjednocení                                          | Dolní Rakousy 06 |                                                                                 |
| Simionovici Teofil               | Rumunský klub                                                           | Bukovina 13      |                                                                                 |
| Siwula Jan                       | Polský klub (Polská lid. str.)                                          | Halič 43         |                                                                                 |
| Skarbek Aleksander               | Polský klub                                                             | Halič 26         | Nastoupil 20. 10. 1909 za W. Dzieduszyckého.                                    |
| Skaret Ferdinand                 | Klub německých sociálních demokratů                                     | Dolní Rakousy 24 |                                                                                 |
| Skedl Artur                      | Německý národní svaz                                                    | Bukovina 03      |                                                                                 |
| Sláma František                  | Český klub (hospitant)                                                  | Morava (Č) 01    |                                                                                 |
| Sláma Josef                      | Sjednocení českých nár. soc., radikálně pokrok. a státopráv. poslanců   | Čechy 011        | Nastoupil 26. 11. 1908 místo J. Herolda.                                        |
| Smitka Johann                    | Klub německých sociálních demokratů                                     | Dolní Rakousy 34 |                                                                                 |
| Smodlaka Josip                   | nezařazený                                                              | Dalmácie 06      | Nastoupil 24. 11. 1910 místo F. Buliće.                                         |
| Smrček Antonín                   | Český klub (hospitant)                                                  | Morava (Č) 06    |                                                                                 |
| Sokol Karel Stanislav            | Sjednocení českých nár. soc., radikálně pokrok. a státopráv. poslanců   | Čechy 003        | Nastoupil 24. 2. 1910 místo V. Srba.                                            |
| Sommer Rudolf                    | Německý národní svaz (Něm. radik. str.)                                 | Slezsko 01       |                                                                                 |
| Soukup František                 | Klub českých sociálních demokratů                                       | Čechy 006        |                                                                                 |
| Soukup Martin                    | Německý národní svaz (Něm. agrár. str.)                                 | Čechy 126        |                                                                                 |
| Spadaro Pietro                   | Italská lidová strana                                                   | Istrie 01        |                                                                                 |
| Spielmann Julius                 | Klub německých sociálních demokratů                                     | Horní Rakousy 01 |                                                                                 |
| Spies Erdmann                    | Německý národní svaz (Něm. agrár. str.)                                 | Čechy 119        |                                                                                 |
| Spinčić Vjekoslav                | Svaz Jihoslovanů                                                        | Istrie 06        |                                                                                 |
| Spynul Mykola                    | Klub bukovinských Rusínů                                                | Bukovina 06      |                                                                                 |
| Srb Vladimír                     |                                                                         | Čechy 003        | Rezignoval 19. 10. 1909.                                                        |
| Srdínko Hynek                    | Klub českých agrárníků                                                  | Čechy 045        |                                                                                 |
| Średniawski Andrzej              | Polský klub (Polská lid. str.)                                          | Halič 37         |                                                                                 |
| Stachura Danylo                  | Rusínský klub (ukrajinská str.)                                         | Halič 67         |                                                                                 |
| Stahl Wenzel                     | Německý národní svaz (Něm. agrár. str.)                                 | Čechy 123        |                                                                                 |
| Stand Adolf                      | Židovský klub (sionisté)                                                | Halič 31         |                                                                                 |
| Staněk František                 | Klub českých agrárníků                                                  | Morava (Č) 27    |                                                                                 |
| Staniszewski Józef               | Polský klub (Polská lid. str.)                                          | Halič 43         |                                                                                 |
| Staniszewski Walenty             | Polský klub (polský demokrat)                                           | Halič 08         |                                                                                 |
| Stapiński Jan                    | Polský klub (Polská lid. str.)                                          | Halič 50         |                                                                                 |
| Starck Simon                     | nezařazený                                                              | Čechy 117        |                                                                                 |
| Staruch Tymotej                  | Rusínský klub (ukrajinská str.)                                         | Halič 66         |                                                                                 |
| Starzyński Stanisław             | Polský klub (polský konzervat.)                                         | Halič 30         | Místopředseda sněmovny.                                                         |
| Stefanyk Vasyl                   | Rusínský klub                                                           | Halič 58         | Nastoupil 9. 4. 1908 místo K. Ochrymovyče.                                      |
| Steiner Leopold                  | Křesťansko-sociální sjednocení                                          | Dolní Rakousy 08 |                                                                                 |
| Steinwender Otto                 | Německý národní svaz (Něm. agrár. str.)                                 | Korutany 10      | Místopředseda sněmovny.                                                         |
| Sternberg Vojtěch Václav         | Člen jednotného Českého klubu                                           | Čechy 042        |                                                                                 |
| Stöckler Josef                   | Křesťansko-sociální sjednocení                                          | Dolní Rakousy 47 |                                                                                 |
| Stohandel Stanisław              | Polský klub (polské centrum)                                            | Halič 35         |                                                                                 |
| Stojałowski Stanisław            | Polský klub (polské centrum)                                            | Halič 41         |                                                                                 |
| Stojan Antonín Cyril             | Český katolicko-národní klub                                            | Morava (Č) 16    |                                                                                 |
| Stölzel Artur                    | Německý národní svaz                                                    | Salcbursko 02    |                                                                                 |
| Stránský Adolf                   | Český klub (hospitant)                                                  | Morava (Č) 09    |                                                                                 |
| Stransky v. Greifenfels Eduard   | Německý národní svaz (Něm. radik. str.)                                 | Čechy 097        |                                                                                 |
| Straucher Benno                  | Židovský klub                                                           | Bukovina 01      |                                                                                 |
| Stumpf Franz                     | Křesťansko-sociální sjednocení                                          | Tyrolsko 08      |                                                                                 |
| Sturm Josef                      | Křesťansko-sociální sjednocení                                          | Dolní Rakousy 11 |                                                                                 |
| Stwiertnia Paweł                 | Polský klub (polský nár. demokrat)                                      | Halič 14         |                                                                                 |
| Suhrada Josef                    | Klub českých agrárníků                                                  | Čechy 066        |                                                                                 |
| Svěcený Antonín                  | Klub českých sociálních demokratů                                       | Čechy 049        |                                                                                 |
| Svoboda František                | Klub českých sociálních demokratů                                       | Morava (Č) 07    |                                                                                 |
| Svozil Josef                     | Český klub                                                              | Morava (Č) 21    |                                                                                 |
| Sylvester Julius                 | Německý národní svaz                                                    | Salcbursko 01    |                                                                                 |
| Szajer Tomasz                    | Polský klub (polské centrum)                                            | Halič 46         |                                                                                 |
| Szponder Andrzej                 | Polský klub (polské centrum)                                            | Halič 35         |                                                                                 |
| Šabata František                 | Český katolicko-národní klub                                            | Čechy 060        |                                                                                 |
| Šachl Antonín                    | Český katolicko-národní klub                                            | Čechy 075        |                                                                                 |
| Šilinger Eduard Tomáš            | Český katolicko-národní klub                                            | Morava (Č) 29    |                                                                                 |
| Špaček Josef                     | Klub českých agrárníků                                                  | Čechy 057        |                                                                                 |
| Šrámek Jan                       | Český katolicko-národní klub                                            | Morava (Č) 12    |                                                                                 |
| Štrekelj Alojzij                 | Svaz Jihoslovanů                                                        | Gorice 03        |                                                                                 |
| Švejk Josef                      | Klub českých agrárníků                                                  | Čechy 058        |                                                                                 |
| Šviha Karel                      | Sjednocení českých nár. soc., radikálně pokrok. a státopráv. poslanců   | Čechy 005        |                                                                                 |
| Šuklje Fran                      | Slovinský klub                                                          | Kraňsko 11       | Rezignoval 1. 7. 1910.                                                          |
| Šusteršič Ivan                   | Slovinský klub                                                          | Kraňsko 02       |                                                                                 |
| Teltschik Wilhelm                | Německý národní svaz (Něm. agrár. str.)                                 | Morava (N) 13    |                                                                                 |
| Thun-Hohenstein Jaroslav         | Český katolicko-národní klub                                            | Morava (Č) 14    |                                                                                 |
| Thurnher Martin                  | Křesťansko-sociální sjednocení                                          | Vorarlbersko 04  |                                                                                 |
| Tomaschitz Johann                | Křesťansko-sociální sjednocení                                          | Štýrsko 16       |                                                                                 |
| Tomášek František                | Klub českých sociálních demokratů                                       | Morava (Č) 19    |                                                                                 |
| Tomaszewski Franciszek           | Polský klub (polský nár. demokrat)                                      | Halič 05         |                                                                                 |
| Tomola Leopold                   | Křesťansko-sociální sjednocení                                          | Dolní Rakousy 30 |                                                                                 |
| Tomschik Josef                   | Klub německých sociálních demokratů                                     | Dolní Rakousy 35 |                                                                                 |
| Tonelli Albino                   | Italská lidová strana                                                   | Tyrolsko 23      |                                                                                 |
| Tresić-Pavičić Ante              | Svaz Jihoslovanů                                                        | Dalmácie 08      |                                                                                 |
| Trylovskyj Kyrylo                | nezařazený (radik. rusín)                                               | Halič 56         | Zvolen i v obvodu Halič 55, tam rezignoval.                                     |
| Tuller Ludwig                    | Klub německých sociálních demokratů                                     | Štýrsko 07       |                                                                                 |
| Tuppy Josef                      | Klub německých sociálních demokratů                                     | Slezsko 08       |                                                                                 |
| Tvarůžek Arnošt                  | Český katolicko-národní klub                                            | Morava (Č) 26    |                                                                                 |
| Udržal František                 | Klub českých agrárníků                                                  | Čechy 059        |                                                                                 |
| Unterkircher Peter               | Křesťansko-sociální sjednocení                                          | Tyrolsko 11      |                                                                                 |
| Urban Karl                       | Německý národní svaz                                                    | Čechy 087        |                                                                                 |
| Ussai Dionisio                   | Klub liberálních Italů                                                  | Gorice 01        | Nastoupil 24. 11. 1910 místo F. Maraniho.                                       |
| Valoušek František               | Český katolicko-národní klub                                            | Morava (Č) 15    |                                                                                 |
| Velich Alois                     | Klub českých agrárníků                                                  | Čechy 056        |                                                                                 |
| Verstovšek Karel                 | Slovinský klub                                                          | Štýrsko 30       | Nastoupil 24. 11. 1910 místo V. Ježovnika.                                      |
| Vityk Semen                      | Zastoupení rusínsko-ukraj. sociálních dem. (rusín. soc. dem.)           | Halič 54         |                                                                                 |
| Vojnarovskyj Tyt                 | Rusínský klub (ukrajinská str.)                                         | Halič 56         |                                                                                 |
| Vojta Miloš                      | Klub českých agrárníků                                                  | Čechy 072        |                                                                                 |
| Vrtal Alois                      | Český klub                                                              | Morava (Č) 10    |                                                                                 |
| Vukotić Božidar                  |                                                                         | Dalmácie 11      | Zvolen 30. 3. 1911 (v den rozpuštění sněmovny), slib nesložil.                  |
| Vuković Vučidolski Antun         | Svaz Jihoslovanů                                                        | Dalmácie 09      |                                                                                 |
| Wagner Franz                     | Německý národní svaz (Něm. agrár. str.)                                 | Morava (N) 11    |                                                                                 |
| Wagner Franz                     | Křesťansko-sociální sjednocení                                          | Štýrsko 21       |                                                                                 |
| Walcher Konrad                   | Křesťansko-sociální sjednocení                                          | Korutany 05      |                                                                                 |
| Waldl Josef                      | Křesťansko-sociální sjednocení                                          | Horní Rakousy 17 |                                                                                 |
| Waldner Viktor                   | Německý národní svaz (Něm. agrár. str.)                                 | Korutany 09      |                                                                                 |
| Wassilko Nikolaus von            | Klub bukovinských Rusínů                                                | Bukovina 09      |                                                                                 |
| Wastian Heinrich                 | Německý národní svaz                                                    | Štýrsko 02       | Zvolen 12. 6. 1909 místo J. Derschatty v. Standhalt.                            |
| Weidenhoffer Emanuel             | Německý národní svaz                                                    | Dolní Rakousy 36 |                                                                                 |
| Weiguny Anton                    | Klub německých sociálních demokratů                                     | Horní Rakousy 03 |                                                                                 |
| Weiskirchner Richard             | Křesťansko-sociální sjednocení                                          | Dolní Rakousy 18 | Předseda sněmovny.                                                              |
| Weiss Josef                      | Křesťansko-sociální sjednocení                                          | Horní Rakousy 22 |                                                                                 |
| Wiącek Wojciech                  | Polský klub (polský nár. demokrat)                                      | Halič 45         |                                                                                 |
| Widholz Laurenz                  | Klub německých sociálních demokratů                                     | Dolní Rakousy 21 |                                                                                 |
| Wille Josef                      | Křesťansko-sociální sjednocení                                          | Dolní Rakousy 55 |                                                                                 |
| Winarsky Leopold                 | Klub německých sociálních demokratů                                     | Čechy 101        |                                                                                 |
| Winter Lev                       | Klub německých sociálních demokratů                                     | Čechy 009        |                                                                                 |
| Winter Hans                      | Německý národní svaz (Něm. agrár. str.)                                 | Horní Rakousy 06 |                                                                                 |
| Withalm Ignaz                    | Křesťansko-sociální sjednocení                                          | Dolní Rakousy 54 | Zemřel 16. 9. 1910.                                                             |
| Wittek Heinrich                  | Křesťansko-sociální sjednocení                                          | Dolní Rakousy 04 |                                                                                 |
| Wohlmeyer Johann                 | Křesťansko-sociální sjednocení                                          | Dolní Rakousy 45 |                                                                                 |
| Wójcik Franciszek                | Polský klub (Polská lid. str.)                                          | Halič 40         |                                                                                 |
| Wolf Karl Hermann                | Německý národní svaz (Něm. radik. str.)                                 | Čechy 095        |                                                                                 |
| Wutschel Ludwig                  | Klub německých sociálních demokratů                                     | Dolní Rakousy 22 |                                                                                 |
| Zagórski Eustachy                | Polský klub (polský konzervat.)                                         | Halič 70         | Rezignoval 20. 1. 1909.                                                         |
| Zahradník Isidor Bohdan          | Klub českých agrárníků                                                  | Čechy 055        |                                                                                 |
| Zach Adrian                      | Křesťansko-sociální sjednocení                                          | Dolní Rakousy 58 |                                                                                 |
| Zamorski Jan                     | Polský klub (polský nár. demokrat)                                      | Halič 68         |                                                                                 |
| Zarański Jan                     | Polský klub (polský nár. demokrat)                                      | Halič 54         |                                                                                 |
| Záruba Milo                      | Český katolicko-národní klub                                            | Čechy 074        |                                                                                 |
| Zaunegger Josef                  | Křesťansko-sociální sjednocení                                          | Horní Rakousy 05 |                                                                                 |
| Zázvorka Antonín                 | Klub českých agrárníků                                                  | Čechy 041        | Místopředseda sněmovny.                                                         |
| Zeiner Ernst                     | Křesťansko-sociální sjednocení                                          | Dolní Rakousy 39 |                                                                                 |
| Zieleniewski Edmund              | Polský klub (polský demokrat)                                           | Halič 10         |                                                                                 |
| Zuleger Theodor                  | Německý národní svaz (Něm. agrár. str.)                                 | Čechy 114        |                                                                                 |
| Żyguliński Michał                | Polský klub (polské centrum)                                            | Halič 42         |                                                                                 |
| Žáček Jan                        | Český klub                                                              | Morava (Č) 08    |                                                                                 |
| Žemlička František               | Sjednocení českých nár. soc., radikálně pokrok. a státopráv. poslanců   | Čechy 029        |                                                                                 |
| Žitnik Ignacij                   | Slovinský klub                                                          | Kraňsko 07       |                                                                                 |

## Vysvětlení pojmů
- Český klub - klub českých nesocialistických poslanců (mladočeši-staročeši)
- Klub českých agrárníků - Českoslovanská strana agrární
- Klub českých sociálních demokratů - Českoslovanská sociálně demokratická strana dělnická
- Klub německých sociálních demokratů - německorakouská Sociálně demokratická strana Rakouska
- Křesťansko-sociální sjednocení - aliance Křesťansko-sociální strany a Katolické lidové strany[31]
- Německý národní svaz - též Německonárodní svaz, klub německorakouských nesocialistických poslanců (Německá lidová strana, Pokroková strana, Německá agrární strana,[33] Německá radikální strana
- Polský klub – klub polských poslanců[33] zastupujících několik politických stran a proudů: polští konzervativci, polští demokraté (Polskie Stronnictwo Demokratyczne), polští národní demokraté (Stronnictwo Narodowo-Demokratyczne), polské centrum (Polskie Centrum Ludowe), polští lidovci (Polskie Stronnictwo Ludowe)
- Sjednocení českých nár. soc., radikálně pokrok. a státopráv. poslanců – aliance česká státoprávní demokracie (národní sociálové, Česká strana radikálně pokroková a Česká strana státoprávní)[34]
- Všeněmecká skupina - německorakouští Všeněmci